# Herb powiatu lubińskiego
Herb powiatu lubińskiego – jeden z symboli powiatu lubińskiego, ustanowiony 27 maja 2004.

## Wygląd i symbolika
Herb przedstawia na tarczy w polu srebrnym symbol miedzi czerwony (okrąg czerwony z takimże krzyżem kawalerskim u dołu), pod nim znak osobisty księcia Henryka Brodatego czarny (półksiężyc czarny barkiem ku podstawie z takimże krzyżem kawalerskim zaćwieczonym pośrodku).